# مطار أبو سمبل
مطار أبو سمبل (إياتا: ABS، إيكاو: HEBL) هو أحد مطارات جنوب مصر، يبعد عن مدينة أبو سمبل بمسافة 2 كم.
سافرت لجنة من مصلحة الطيران المدني إلى منطقة أبو سمبل في 1964 جنوب مصر لاختيار مكان يمكن إعداده كمهبط للطائرات الحاملة للسياح الراغبين في زيارة معبد أبو سمبل بعد نقلهما إلى مكانهما الحالي خوفاً من غرقها في بحيرة السد العالي بعد بنائه. أنشئ هذا المطار عام 1969 بممر واحد بطول 2000 متر وترماك يسع طائرتين صغيرتين.

## مبنى الركاب
- سعة مبنى الركاب : سعة 750 راكب/ساعة
- مسطح مبنى الركاب : مسطح 2110 م2
- مسطح صالة السفر الداخلي : حوالي 450 م2
- مسطح صالة الوصول الداخلي : حوالي 880 م2
- الكاونتر : عدد 2 كاونتر مزود بنظام الـ"CUTE"
- الترماك : 10موقف طائرة من مختلف الطرازات

## الوجهات
| شركـات طيـران | الوجهات                                |
| ------------- | -------------------------------------- |
| إير كايرو     | مطار أسوان الدولي، مطار القاهرة الدولي |
| مصر للطيران   | مطار أسوان الدولي                      |